# Gnosjö
Gnosjö – miejscowość (tätort) w Szwecji, w regionie administracyjnym (län) Jönköping, w gminie Gnosjö.
Według danych Szwedzkiego Urzędu Statystycznego liczba ludności wyniosła: 4528 (31 grudnia 2015), 4530 (31 grudnia 2018) i 4522 (31 grudnia 2019).